# Arteria trigeminal

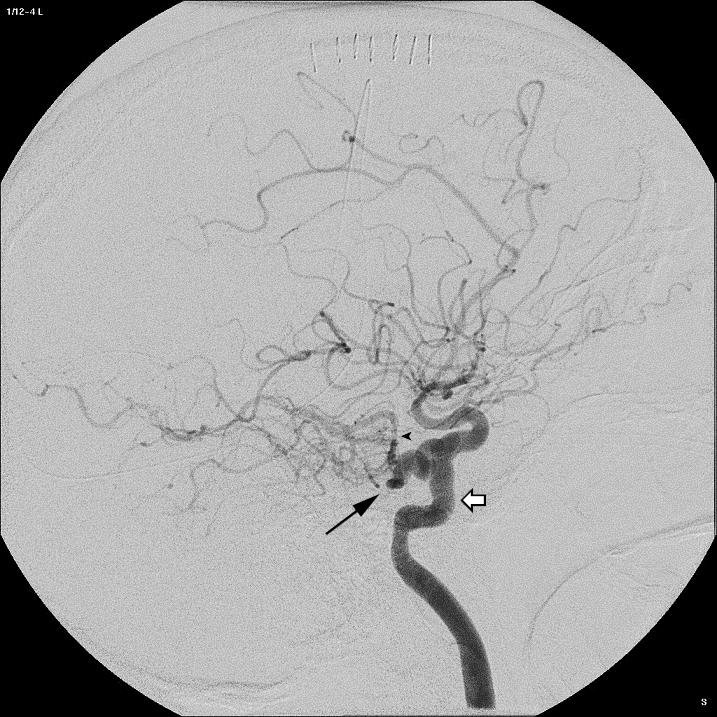
Angiografía que demuestra la persistencia de la arteria trigeminal, como lo indica la flecha negra.

La arteria trigeminal es una arteria que suministra sangre a la arteria basilar durante el desarrollo embrionario humano. Normalmente, la arteria trigeminal desaparece después de la formación de la arteria comunicante posterior. Sin embargo, en algunos casos, la arteria persiste hasta la edad adulta y puede causar complicaciones médicas, incluidos aneurismas intracraneales.

## Desarrollo normal
La arteria trigeminal surge de la arteria carótida interna primitiva durante el desarrollo, cuando el embrión tiene aproximadamente 6 semanas de edad. La arteria trigeminal luego une con la arteria basilar . En este punto del desarrollo, la arteria trigeminal sirve como el principal suministro de sangre para el rombencéfalo, ya que otros vasos de la región aún tienen que madurar. A medida que la arteria carótida interna se ramifica más caudalosamente para formar la arteria comunicante posterior, la arteria trigeminal se vuelve menos importante en el suministro de sangre y finalmente involuciona. El período de tiempo desde el desarrollo inicial de la arteria hasta su involución final es de solo 7 a 10 días; si la arteria no ha desaparecido al término de este período, persiste hasta la edad adulta.

## Arteria trigeminal persistente
En alrededor del 0,1 al 0,6 % de los individuos, según lo muestra la angiografía por resonancia magnética, la arteria trigeminal no desaparece y permanece en el cerebro adulto, en una condición llamada arteria trigeminal persistente. Esta condición es más común en mujeres que en hombres, con aproximadamente 1,8 veces más mujeres que la padecen. El conocimiento de una arteria trigeminal persistente puede ser importante en ciertas cirugías cerebrales, ya que la afección es rara y un corte accidental en la arteria podría provocar una hemorragia . Aunque el descubrimiento de una arteria trigeminal persistente es a veces un hallazgo incidental, su presencia también se asocia con varias condiciones patológicas y, por lo tanto, debe considerarse cuidadosamente al diagnosticar estas condiciones.

### Condiciones asociadas
Una arteria trigeminal persistente se asocia con un mayor riesgo de aneurisma, aunque algunos estudios han sugerido que este hallazgo puede ser un efecto del sesgo de selección, ya que la mayoría de las personas no se someten a las pruebas necesarias para identificar la afección. La arteria trigeminal persistente se ha identificado como una causa rara de neuralgia del trigémino, con una prevalencia del 2,2 % de la arteria trigeminal persistente entre los pacientes con neuralgia del trigémino. La cirugía para alejar la arteria trigeminal persistente del nervio trigémino ha tenido éxito en el tratamiento de la neuralgia del trigémino en algunos casos. En algunos casos, la presencia de una arteria trigeminal persistente coincide con la hipoplasia de la arteria basilar, en cuyo caso la arteria carótida interna es responsable de la mayor parte del flujo de sangre a la parte superior de la protuberancia, el cerebelo, el mesencéfalo y partes de los lóbulos temporal y occipital, lo que significa que cualquier cosa que interrumpa el flujo sanguíneo en la arteria carótida interna podría provocar isquemia en estas regiones. Además, la arteria trigeminal persistente se ha asociado con insuficiencia vertebrobasilar, isquemia del tronco encefálico y fístula carótida cavernosa .